# Episodi di Briarpatch
La prima e unica stagione della serie televisiva Briarpatch, composta da 10 episodi, è stata trasmessa in prima visione negli Stati Uniti su USA Network dal 6 febbraio al 13 aprile 2020. In Italia è inedita.
I primi due episodi della stagione sono stati presentati in anteprima il 7 settembre 2019 al Toronto International Film Festival.
| nº | Titolo originale             | Titolo italiano | Prima TV USA     | Prima TV Italia |
| -- | ---------------------------- | --------------- | ---------------- | --------------- |
| 1  | First Time in Saint Disgrace |                 | 6 febbraio 2020  |                 |
| 2  | Snap, Crackle, Pop           |                 | 13 febbraio 2020 |                 |
| 3  | Terrible, Shocking Things    |                 | 24 febbraio 2020 |                 |
| 4  | Breadknife Weather           |                 | 2 marzo 2020     |                 |
| 5  | Behind God's Back            |                 | 9 marzo 2020     |                 |
| 6  | The Most Sinful Mf-er Alive  |                 | 16 marzo 2020    |                 |
| 7  | Butterscotch                 |                 | 23 marzo 2020    |                 |
| 8  | Most Likely to Succeed       |                 | 30 marzo 2020    |                 |
| 9  | Game Theory and Mescaline    |                 | 6 aprile 2020    |                 |
| 10 | Felicity                     |                 | 13 aprile 2020   |                 |

## First Time in Saint Disgrace
- Diretto da: Ana Lily Amirpour
- Scritto da: Andy Greenwald

### Trama
- Guest star: Chris Mulkey (Calvin Strucker), Enrique Murciano (Joseph Ramírez), John Aylward (Freddie Laffter), Charles Parnell (Cyrus), Timm Sharp (Harold Snow), Allegra Edwards (Cindy McCabe), Michele Weaver (Felicity Dill), David Zaldivar (Lalo), Danny Mora (Nacho).
- Ascolti USA: telespettatori 528 000 – rating/share 18-49 anni 0,09%[2]

## Snap, Crackle, Pop
- Diretto da: Steven Piet
- Scritto da: Andy Greenwald

### Trama
- Guest star: Enrique Murciano (Joseph Ramírez), Charles Parnell (Cyrus), John Aylward (Freddie Laffter), Allegra Edwards (Cindy McCabe), Jon Beavers (Floyd Ferness), Lauren Weedman (Barbara Jean Littleton), Rigo Sanchez (Eliseo), Susan Park (Daphne "Daffy" Owens).
- Ascolti USA: telespettatori 357 000 – rating/share 18-49 anni 0,07%[5]

## Terrible, Shocking Things
- Diretto da: Steven Piet
- Scritto da: Eva Anderson

### Trama
- Guest star: Timm Sharp (Harold Snow), David Paymer (James Staghorne "Jimmy" Jr.), Christine Woods (Lucretia Colder), Mel Rodriguez (sindaco Salazar), David Zaldivar (Lalo), Danny Mora (Nacho), Susan Park (Daphne "Daffy" Owens), Rigo Sanchez (Eliseo), Jon Beavers (Floyd Ferness), Edward Asner (James Staghorne Sr.), Alan Cumming (Clyde Brattle).
- Ascolti USA: telespettatori 582 000 – rating/share 18-49 anni 0,20%[6]

## Breadknife Weather
- Diretto da: Desiree Akhavan
- Scritto da: Yu Wei-ning

### Trama
- Guest star: Charles Parnell (Cyrus), Timm Sharp (Harold Snow), John Aylward (Freddie Laffter), Christine Woods (Lucretia Colder), Allegra Edwards (Cindy McCabe), Jon Beavers (Floyd Ferness), Rigo Sanchez (Eliseo), David Zaldivar (Lalo), Matt Oberg (Henry Mock).
- Ascolti USA: telespettatori 627 000 – rating/share 18-49 anni 0,21%[7]

## Behind God's Back
- Diretto da: Colin Bucksey
- Scritto da: Haley Harris

### Trama
- Guest star: John Aylward (Freddie Laffter), Timm Sharp (Harold Snow), Allegra Edwards (Cindy McCabe), David Zaldivar (Lalo), David Paymer (James Staghorne "Jimmy" Jr.), Mel Rodriguez (sindaco Salazar), Susan Park (Daphne "Daffy" Owens), Rigo Sanchez (Eliseo), Peter Stormare (Gunther), Melissa Tang (Grace Chow), Edward Asner (James Staghorne Sr.).
- Ascolti USA: telespettatori 433 000 – rating/share 18-49 anni 0,15%[8]

## The Most Sinful Mf-er Alive
- Diretto da: Colin Bucksey
- Scritto da: Rayna McClendon

### Trama
- Guest star: Christine Woods (Lucretia Colder), Susan Park (Daphne "Daffy" Owens), Mel Rodriguez (sindaco Salazar), David Zaldivar (Lalo), Danny Mora (Nacho), Matt Oberg (Henry Mock), Rigo Sanchez (Eliseo), Alan Cumming (Clyde Brattle).
- Ascolti USA: telespettatori 515 000 – rating/share 18-49 anni 0,15%[9]

## Butterscotch
- Diretto da: Samira Radsi
- Scritto da: Aisha Porter-Christie

### Trama
- Guest star: Charles Parnell (Cyrus), Enrique Murciano (Joseph Ramírez), David Paymer (James Staghorne "Jimmy" Jr.), Timm Sharp (Harold Snow), Christine Woods (Lucretia Colder), Allegra Edwards (Cindy McCabe), Kirk Fox (Sid), Edward Asner (James Staghorne Sr.).
- Ascolti USA: telespettatori 457 000 – rating/share 18-49 anni 0,14%[10]

## Most Likely to Succeed
- Diretto da: Jessica Lowrey
- Scritto da: Eva Anderson (sceneggiatura) e Jay Franklin (soggetto)

### Trama
- Guest star: Enrique Murciano (Joseph Ramírez), Charles Parnell (Cyrus), Allegra Edwards (Cindy McCabe), Lauren Weedman (Barbara Jean Littleton), Melissa Tang (Grace Chow), Kirk Fox (Sid), Matt Oberg (Henry Mock), Alan Cumming (Clyde Brattle).
- Ascolti USA: telespettatori 437 000 – rating/share 18-49 anni 0,13%[11]

## Game Theory and Mescaline
- Diretto da: Arkasha Stevenson
- Scritto da: Brian C. Brown

### Trama
- Guest star: Charles Parnell (Cyrus), Enrique Murciano (Joseph Ramírez), Allegra Edwards (Cindy McCabe), Susan Park (Daphne "Daffy" Owens), Kirk Fox (Sid), Michele Weaver (Felicity Dill), Alan Cumming (Clyde Brattle).
- Ascolti USA: telespettatori 485 000 – rating/share 18-49 anni 0,16%[12]

## Felicity
- Diretto da: Steven Piet
- Scritto da: Andy Greenwald

### Trama
- Guest star: Charles Parnell (Cyrus), John Aylward (Freddie Laffter), Christine Woods (Lucretia Colder), Mel Rodriguez (sindaco Salazar), Allegra Edwards (Cindy McCabe), Kirk Fox (Sid), Alan Cumming (Clyde Brattle).
- Ascolti USA: telespettatori 449 000 – rating/share 18-49 anni 0,13%[3]